# Jakob Koranyi
Pour les articles homonymes, voir Korányi.
Jakob Koranyi (né le 28 mai 1983 à Stockholm) est un violoncelliste suédois.

## Biographie
Il reçoit le diplôme supérieur et le diplôme de soliste à l'Institut de Musique d'Edsberg de Stockholm avec le professeur Torleif Thedéen, un diplôme de perfectionnement en interprétation au Collège royal nordique de musique  à Manchester avec le professeur Ralph Kirshbaum, puis un diplôme de concertiste à la Musikhoschule de Cologne avec le professeur Frans Helmerson. Il a aussi suivi des classes avec de grands maîtres, notamment avec Boris Pergamenschikow, Heinrich Schiff, Gary Hoffman, János Starker, Paul Katz.
Jakob Koranyi a gagné la plupart des concours suédois : Jeune soliste en 2002, Concours Ljunggrenska en 2004 et Prix soliste suédois en 2006 ; il a été récompensé de prix et bourses de nombreux festivals et fondations. Sa victoire au Prix du soliste suédois en 2006 a lancé son premier enregistrement discographique avec des œuvres de Brahms, Britten et Ligeti, remportant les éloges de la presse[réf. nécessaire].
Couronné du deuxième grand prix du Concours de violoncelle Rostropovitch 2009 à Paris et du Prix de la meilleure interprétation du concerto pour violoncelle nº 1 de Chostakovitch par la Fondation Rostropovitch, vainqueur du prix Firmenich et du Prix d'honneur de l'académie du festival de Verbier en 2006 et sélectionné pour une prochaine résidence de trois ans dans la prestigieuse Société de musique de chambre du Lincoln Center à New York, Jakob Koranyi est considéré comme un des musiciens scandinaves les plus impressionnants d'aujourd'hui. 
Jakob Koranyi a été invité comme soliste avec l'Orchestre symphonique de la radio suédoise, le Värmlandsoperan et le Västerås Sinfonietta, l'Orchestre philharmonique royal de Suède, l'Orchestre symphonique Norrköping, sous la baguette de chefs tels que Okko Kamu, Henrik Schaefer, Christian Lindberg, Lionel Bringuier, etc. Il a été réinvité au Verbier Festival pour jouer comme soliste en 2007 et en musique de chambre auprès des plus grands noms en 2008.
Chambriste passionné, Jakob Koranyi a joué avec des partenaires tels que Mischa Maïsky, Leonídas Kavákos, Miriam Fried, Kim Kashkashian, Lawrence Power, Renaud Capuçon, etc. Jakob Koranyi forme avec Denis Kozhukhin et Alissa Margulis le Trio Arcadia avec des concerts à Valencia en Espagne, aux Sommets musicaux de Gstaad en Suisse.